# Фридлендер, Давид
Давид Фридлендер (нем. David Friedländer; 1750—1834) — немецкий банкир

, писатель

, переводчик, общественный деятель и поборник эмансипации прусского еврейства; ученик Мендельсона.

## Биография
Давид Фридлендер родился 6 декабря 1750 года в городе Кенигсберге в зажиточной и просвещенной еврейской семье. Поселившись в 1771 году в Берлине, где он женился на дочери известного банкира Даниеля Итцига, Фридлендер близко сошелся с Мозесом Мендельсоном; он сопровождал его при его поездках. Европейски образованный и обладатель крупного состояния, Фридлендер вскоре занял видное место в берлинской общине, и после смерти Мендельсона он стал общепризнанным лидером прусского прогрессивного еврейства. 
В 1778 году в Берлине по его инициативе была основана образцовая школа «Chinuch Nearim», он также оказал содействие при основании журнала «Meassef», сотрудником которого после состоял и сам. Фридлендер неутомимо боролся за дарование гражданских прав прусскому еврейству. Когда после смерти Фридриха Великого (1786) на престол вступил Фридрих Вильгельм II, представители берлинской общины подали, по настоянию Фридлендера, петицию королю об облегчении их участи. Во главе избранных, по требованию правительства, для обсуждения этого вопроса специальных депутатов от евреев (Generaldeputirte) стояли Фридлендер и его тесть. Когда правительство пообещало лишь незначительные улучшения, депутаты, по настоянию Давида Фридлендера, совсем от них отказались (все документы, относящиеся к этому эпизоду, опубликованы Фридлендером в 1793 году в его «Aktenstücke zur Reform d. jüdischen Kolonien»)

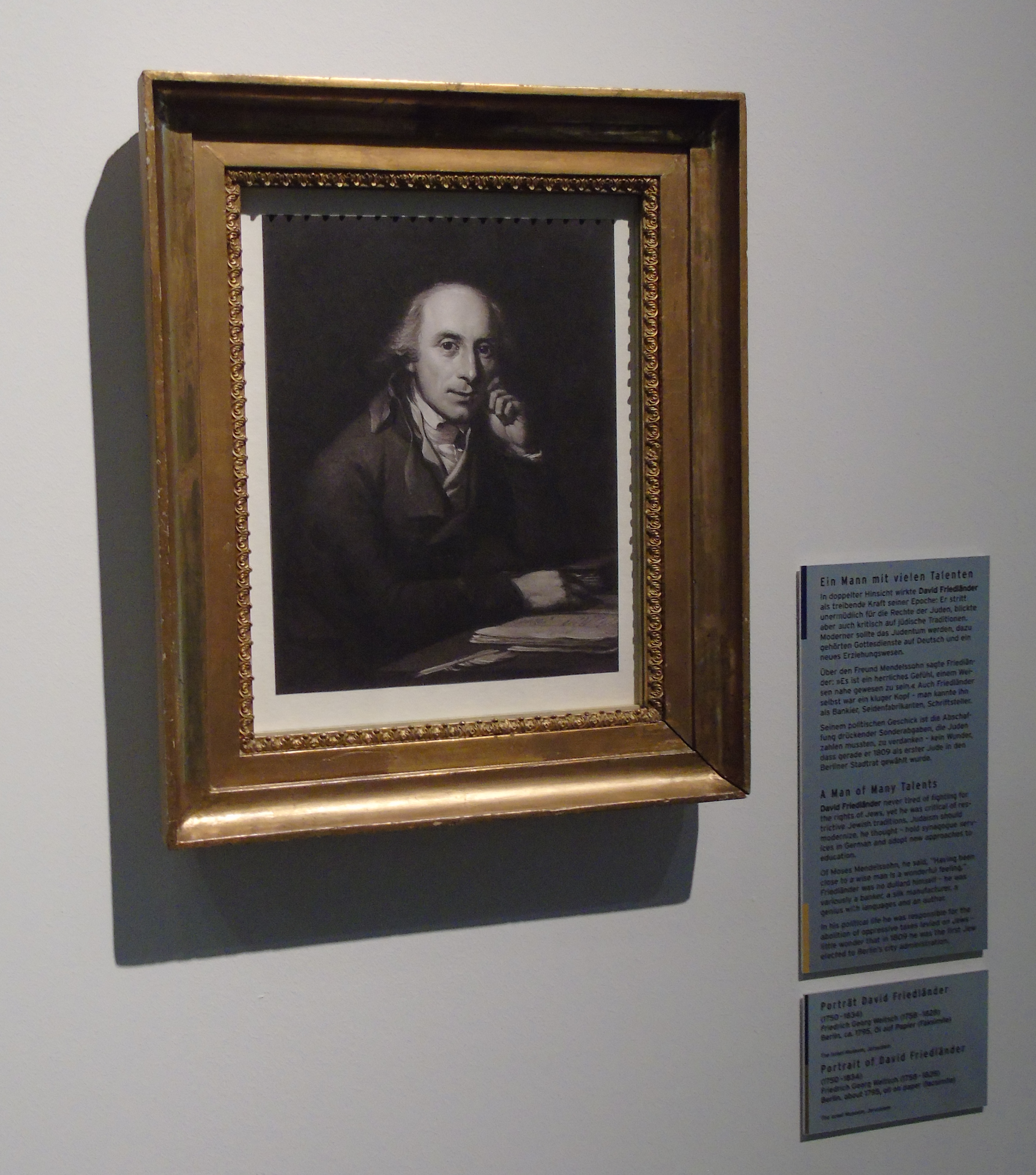
Давид Фридлендер

Давид Фридлендер принимал активное участие в «Berliner Monatsschrift», где для пропаганды идеи еврейского равноправия опубликовал в 1791 году ответ лотарингских евреев Национальному собранию. Им же собран был весь материал для опубликованной в 1789 году в Берлине «Sammlung der Schriften an die Nationalversammlung, die Juden und ihre bürgerliche Verhältnisse betreffend».
Ратуя за эмансипацию евреев, Фридлендер в тο же время усиленно агитировал в еврейской среде за религиозные реформы, считая, что необходимо придать обрядам соответствующие духу времени формы. Фридлендер был всецело проникнут рационалистическими идеями той эпохи: тысячелетние традиции и религиозный культ он рассматривал как «мистику» и устарелый пережиток старины, являющийся вредным балластом для чистой деистической религии и ее этических начал. Отчаявшись в скорой эмансипации евреев, Фридлендер совместно с несколькими единомышленниками обратился (1799) к главе берлинской консистории Теллеру с пространным посланием («Sendschreiben an Teller von einigen Hausvätern jüdischer Religion»), в котором выражал готовность как свою, так и своих единомышленников принять крещение при условии, если их освободят от выполнения некоторых обрядностей и позволят им не признавать божественность Христа, или по крайней мере, позволят им истолковывать по-своему христианские догмы. Теллер ответил отказом, но само послание вызвало сенсацию, и в течение года появились десятки памфлетов, направленных против «Sendschreiben». Тем не менее, сам Фридлендер глубоко скорбел, когда убедился, какие формы просветительное движение стало принимать в прогрессивных кругах прусского еврейства, и он в письме к министру Гарденбергу (в 1811 году) отзывается о массовых крещениях, как о «большом моральном зле». 

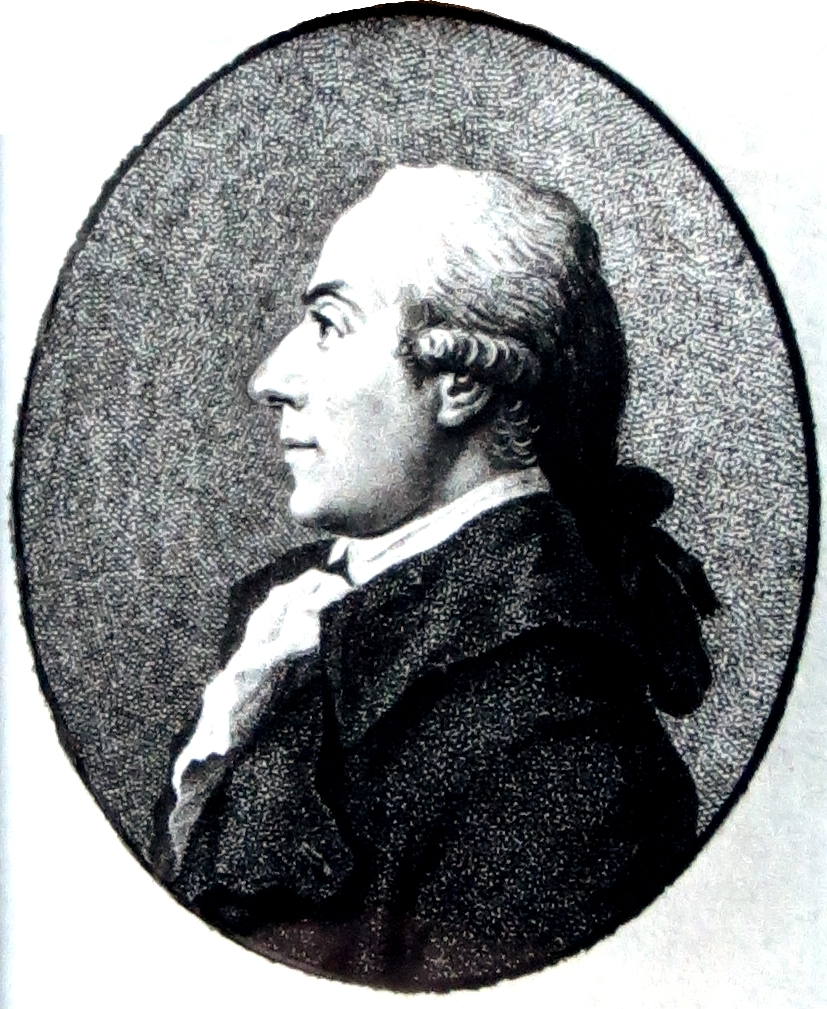
Давид Фридлендер

Когда в следующем году появился, при известном содействии Фридлендера, эдикт о признании евреев прусскими подданными, Фридлендер выпустил анонимно брошюру, являющуюся как бы первым манифестом еврейских приверженцев религиозной реформы. В этой брошюре, которую Фридлендер разослал многим сановникам, он особенно выступает против мессианских чаяний и чтения молитв на древнееврейском языке. «Раньше, — писал Фридлендер, — когда на евреев смотрели, как на чужих, евреи считали Палестину своей родиной и с нетерпением ждали момента, когда рассеянию будет положен конец и их вернут из изгнания. Теперь не то: у евреев нет другой родины, кроме той, где они считаются гражданами. Прусские евреи любят свою родину, и немецкий язык — их родной язык; только на нем они хотят молиться; другой язык им не нужен». Эдикт 1812 года был вскоре, с наступлением после 1815 года общей реакции, сведен на нет, и когда в немецкой литературе началась усиленная травля евреев, разочарованный Фридлендер написал свои «Beiträge zur Geschichte der Judenvervolgung im XIX Jahrhundert durch Schriftsteller» (1820).
Фридлендер принимал также участие в обсуждении вопроса об эмансипации польских евреев. По предложению находившегося с ним в дружбе варшавского (куявского) епископа, Франца Мальчевского, Фридлендер составил записку («Gutachten») об улучшении еврейского быта в Царстве Польском, появившуюся (1819) под заглавием «Ueber die Verbesserung der Israeliten im Königreich Polen». В этой книге особенно проявляется отрицательное отношение Фридлендера к раввинам, чем он даже вызвал тогда упрек со стороны молодого Генриха Гейне (статья «Ueber Polen»).
Фридлендер опубликовал также монографию о Мендельсоне (Moses Mendelssohn, von ihm und über ihn, 1819), издал и перевел на немецкий язык работу последнего «Ha-Nefesch» (1788), перевел на немецкий язык «Pirke Abot» (1791), «Kohelet» (1788) и известное послание Вессели о реформах «Dibre Schalom we-Emet» (1798).
Давид Фридлендер умер 25 декабря 1834 года в городе Берлине.